# アルツール・グレゴリアン
アルツール・グレゴリアン（Artur Grigorian、男性、1967年10月20日 - ）は、ウズベキスタンのプロボクサー。タシュケント出身。元WBO世界ライト級王者。
1996年4月13日から2004年1月3日まで、階級最多連続防衛記録となる17連続の防衛に成功した。

## 来歴
1994年4月10日、プロデビュー。
1995年4月1日、WBOインターコンチネンタルライト級王座を獲得。
1996年4月13日、WBO世界ライト級王座決定戦で元IBF世界フェザー級王者アントニオ・リベラ（プエルトリコ）と対戦し、12回KO勝ちで王座を獲得した。
1997年2月22日、ラウル・バルビ（アルゼンチン）と対戦し、11回TKO勝ちを収め3度目の防衛に成功した。
2002年9月14日、ステファン・ゾフ（イタリア）と対戦し、判定勝ちを収め16度目の防衛に成功した。
2003年1月18日、マット・ゼガン（ポーランド）と対戦し、判定勝ちを収め17度目の防衛に成功した。
2004年1月3日、18度目の防衛戦でアセリノ・フレイタス（ブラジル）と対戦し、判定負けを喫し、王座から陥落。37戦目にしてキャリア初黒星となった。
2004年9月11日の試合を最後に試合から遠ざかっていたが、2009年2月24日に復帰戦を行った。

## 獲得タイトル
- 第6代WBO世界ライト級王座